# Trittico delle Tentazioni di sant'Antonio

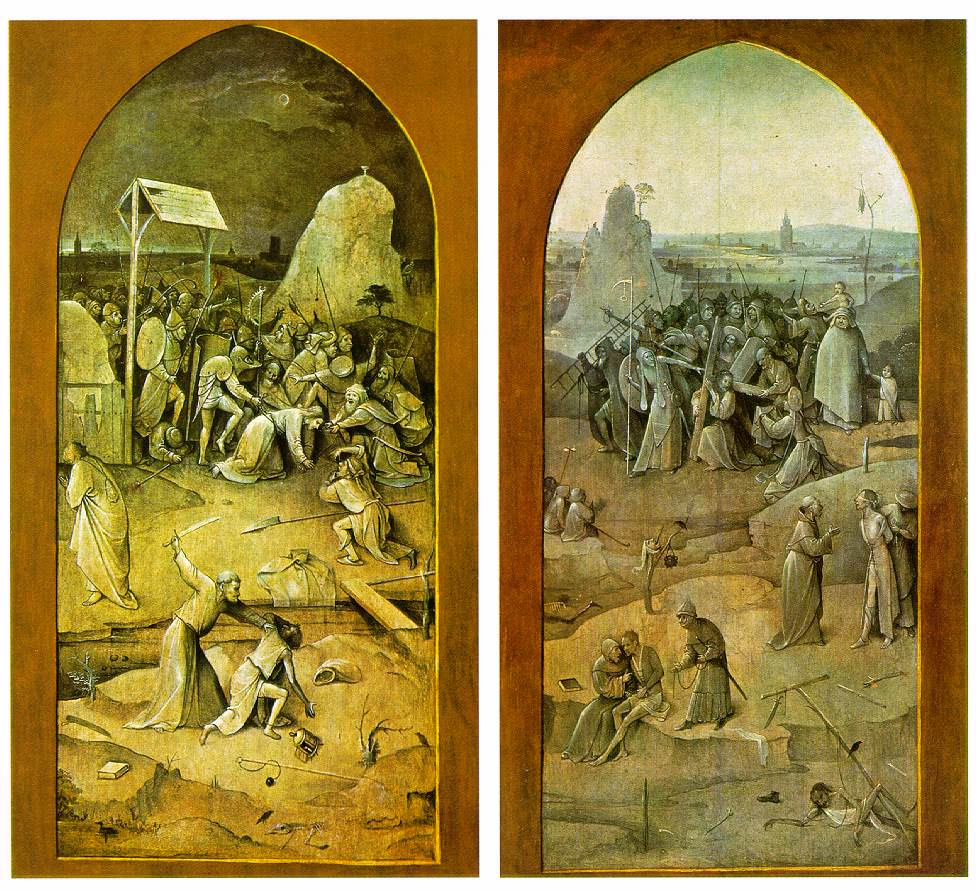
Il trittico chiuso

Il Trittico delle Tentazioni di sant'Antonio è un dipinto a olio su tavola (aperto 131x238 cm) di Hieronymus Bosch, databile al 1501 circa e conservato nel Museo nazionale d'arte antica di Lisbona.

## Storia
Alcuni hanno indicato l'opera come una delle tre Tentazioni registrate negli inventari delle opere inviate da Filippo II di Spagna all'Escorial nel 1574. In realtà una tale ipotesi è scarsamente compatibile con la storia successiva del dipinto, per cui si tende oggi a ipotizzare che il trittico fosse stato acquistato nelle Fiandre dall'umanista portoghese Damião de Góis tra il 1523 e il 1545.
A metà dell'Ottocento era documentato nel Palácio das Necessidades di Lisbona e nel 1911 re Manuele II lo donò al museo.
Se l'autografia dell'opera è indiscussa, la datazione, come per tutte le opere di Bosch, è stata oggetto di svariate ipotesi nella critica, anche contrastanti. La maggior parte degli studiosi comunque la collocava al 1490-1500, mentre l'analisi dendrocronologica l'ha leggermente spostata in avanti, a dopo il 1501. Negli studi l'opera ha goduto sempre di una certa fama, indicandola spesso come uno dei capolavori dell'artista, sia per la fantasia visionaria, ricca e strabiliante, sia per l'efficacia compositiva e la sintesi della narrazione. Notevolissima è anche la qualità pittorica, capace di modulare i colori secondo le esigenze, ora espressivi, ora leggeri, ora sfumati per ampliare la scansione spaziale in profondità.
Il trittico, firmato nello scomparto centrale a sinistra, dovette godere di una fama estremamente ampia, come testimoniano le circa quindici copie note, totali o parziali. Tra queste ben quattro sono firmate (al Prado di Madrid, a Bruxelles, a Bonn e ad Anversa), tra cui quella di Bruxelles rappresenta la migliore qualitativamente, oltre che l'unica nelle dimensioni identiche all'originale.

## Descrizione e stile
Le fonti per questo trittico sono sia la Vita Sancti Antonii di Atanasio, conosciuta nelle Fiandre attraverso Le vite dei santi di Pieter van Os sia la Leggenda Aurea di Jacopo da Varazze.

### Trittico chiuso

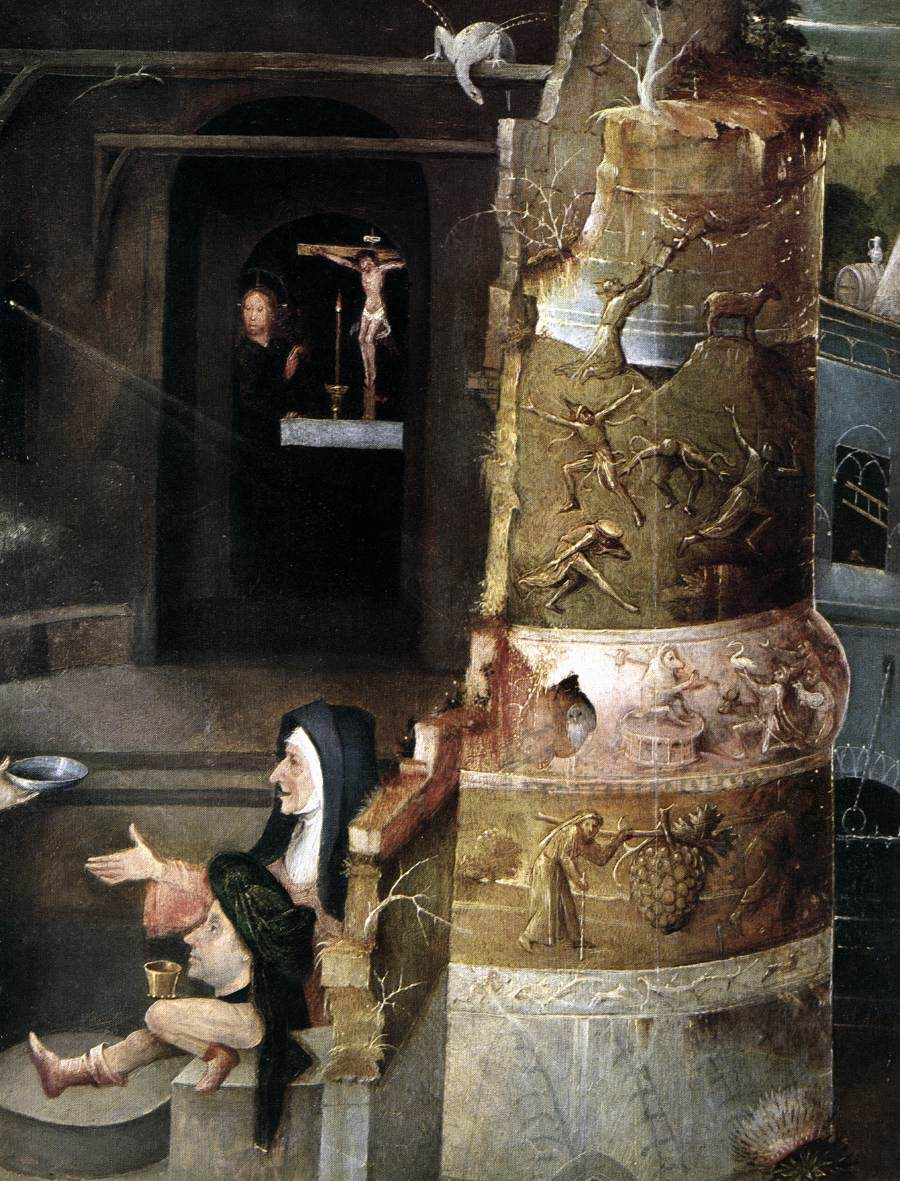
Dettaglio del pannello centrale: Cristo, seminascosto, si affaccia da una stanza.

Come di consueto nell'arte fiamminga, il trittico chiuso mostra sugli sportelli esterni rappresentazioni a monocromo, che facevano spiccare maggiormente i colori brillanti una volta che l'opera veniva aperta.
Nel pannello sinistro vi è raffigurata la Cattura di Cristo, di cui in primo piano è visibile san Pietro che taglia l'orecchio a Malco, mentre in secondo piano i soldati che accerchiano Gesù, caduto a terra; sulla sinistra Giuda si allontana dopo il bacio.
Nel pannello di destra è raffigurato il Cristo portacroce in secondo piano, mentre in primo piano sono raffigurati i due ladroni, l'uno intento a confessarsi e l'altro che rifiuta la fede. Attorno a Gesù è assiepata una folla, ora molestatrice, ora in aiuto di Gesù (come Simone di Cirene che regge una parte della croce e la Veronica), ora semplicemente curiosa, come l'uomo avvolto in un manto con i bambini al seguito che additano l'evento.

### Anta sinistra
Nello sportello sinistro è il Volo e caduta di sant'Antonio. In alto nel cielo il santo a mani giunte è trascinato da un nugolo di demoni; più in basso una grotta, probabilmente un bordello piuttosto che l'antro del santo, sotto una collinetta formata da un albero a forma di uomo carponi il cui posteriore forma l'ingresso, a cui è diretta una processione sacrilega guidata da un demone che indossa paramenti sacri e un cervo, di solito figura cristologica ma qui usato in senso sacrilego; in primo piano il santo sorretto dopo la caduta, esausto, da due monaci e un laico, nel quale si è voluto vedere un autoritratto dell'artista; sotto il ponte del lago ghiacciato tre figure, una delle quali in veste di monaco che legge una lettera; sul lago un demone uccello con pattini che reca sul becco un cartiglio con la scritta «grasso»: il riferimento può alludere allo scandalo della vendita delle indulgenze, la figura pattinatrice potrebbe derivare dai grylloi dell'arte di epoca alessandrina.

### Pannello centrale

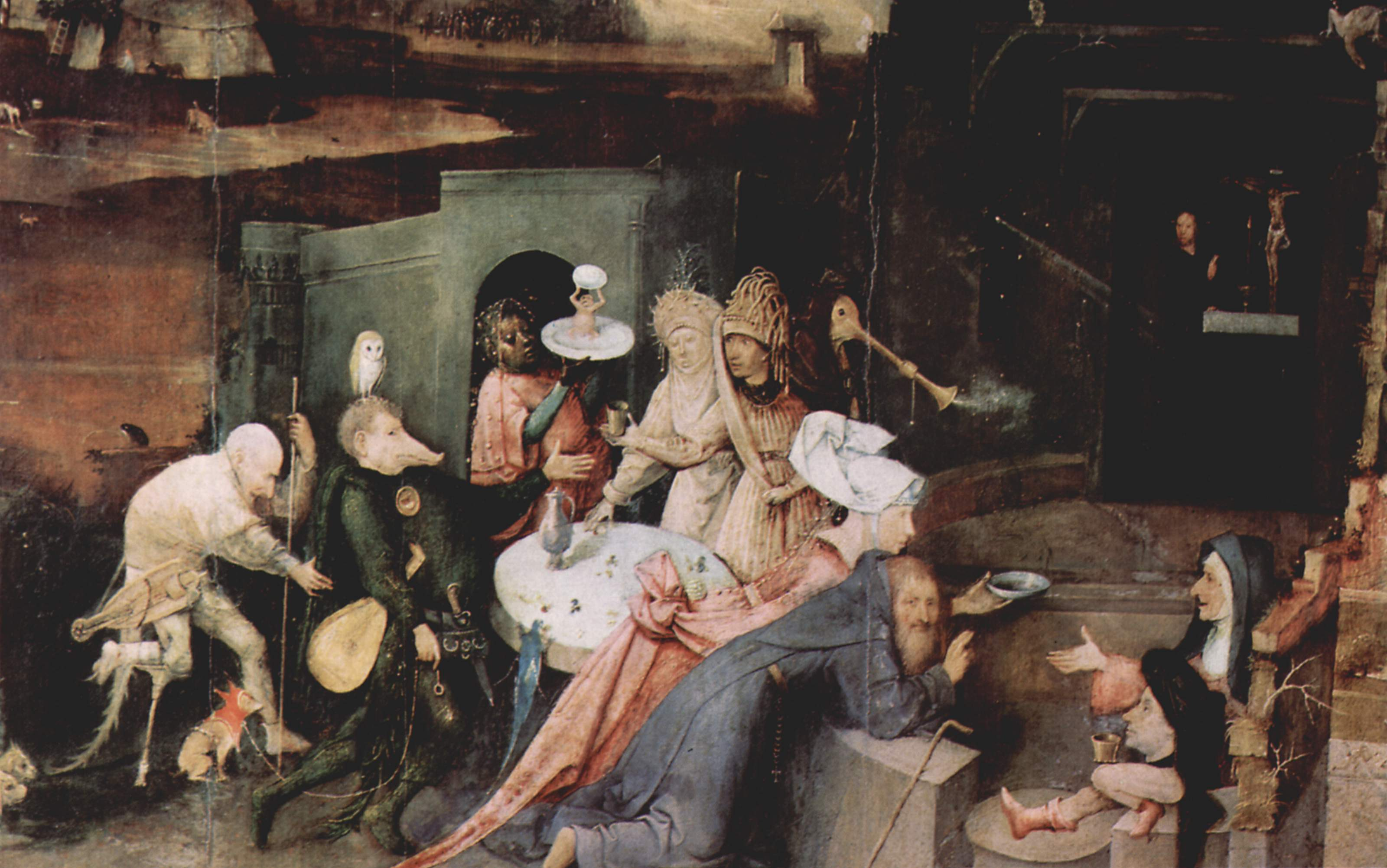
Trittico delle tentazioni, particolare del pannello centrale con la Messa nera

Nel pannello centrale è la scena con le Tentazioni di sant'Antonio. Al centro si vede il santo in meditazione, che con la mano benedicente indica la piccola cella ricavata da un torrione diroccato, dov'è l'apparizione del Cristo che indica il Crocifisso vero sacrificio e non quello che stanno svolgendo i demoni alla sua sinistra: una messa sacrilega celebrata da sacerdotesse, tra cui una nera che porta un vassoio su cui un rospo, simbolo di stregoneria ma anche di lussuria, regge un uovo, e con un suonatore vestito di nero, con faccia di maiale e civetta sulla testa, simbolo di eresia, e uno storpio, che si apprestano a fare la comunione, sullo sfondo a sinistra una città in fiamme, legata al fuoco di Sant'Antonio e alla protezione del santo dalle fiamme.
Nel gruppo di demoni a sinistra, quello con la donna che indossa un cimiero a forma di albero cavo, sarebbe simboleggiata la violenza sanguinaria; in quello nell'acqua a destra si svolgerebbe una parodia diabolica della fuga in Egitto o dell'adorazione dei Magi; un terzo gruppo demoniaco è quello che esce dal frutto rosso in primo piano, tra cui un diavolo che suona un'arpa ed è a cavalcioni di un pollo spennato e con ai piedi due zoccoli, e un quarto si muove attorno alla barca-pesce al centro.
Il cielo è solcato da un uccello-nave, pesci volanti e imbarcazioni alate. Appoggiato al muro in secondo piano è un uomo con la barba e con cilindro, probabilmente il mago direttore di tutta la visione.

### Anta destra

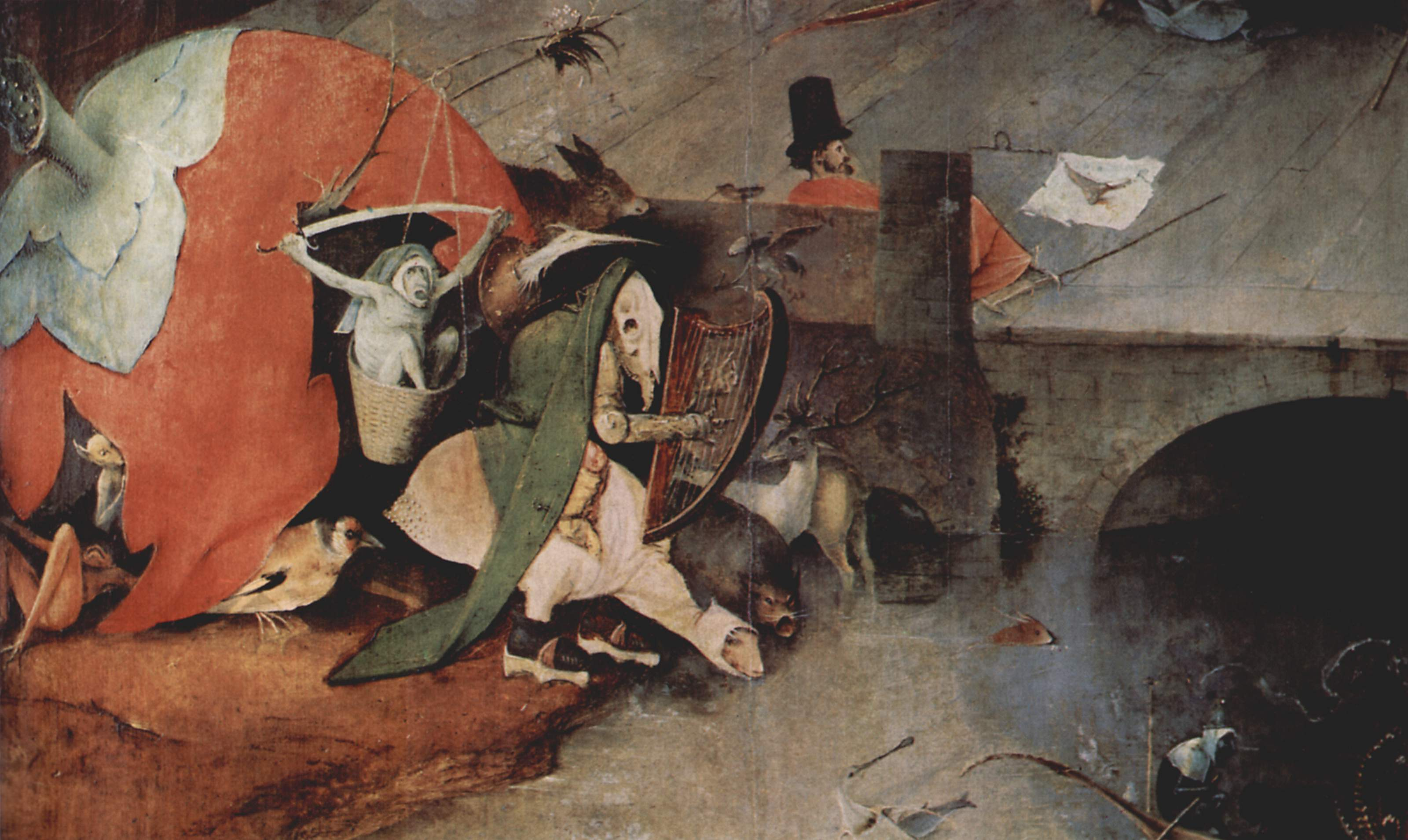
Trittico delle tentazioni, particolare del pannello centrale con il Mago.

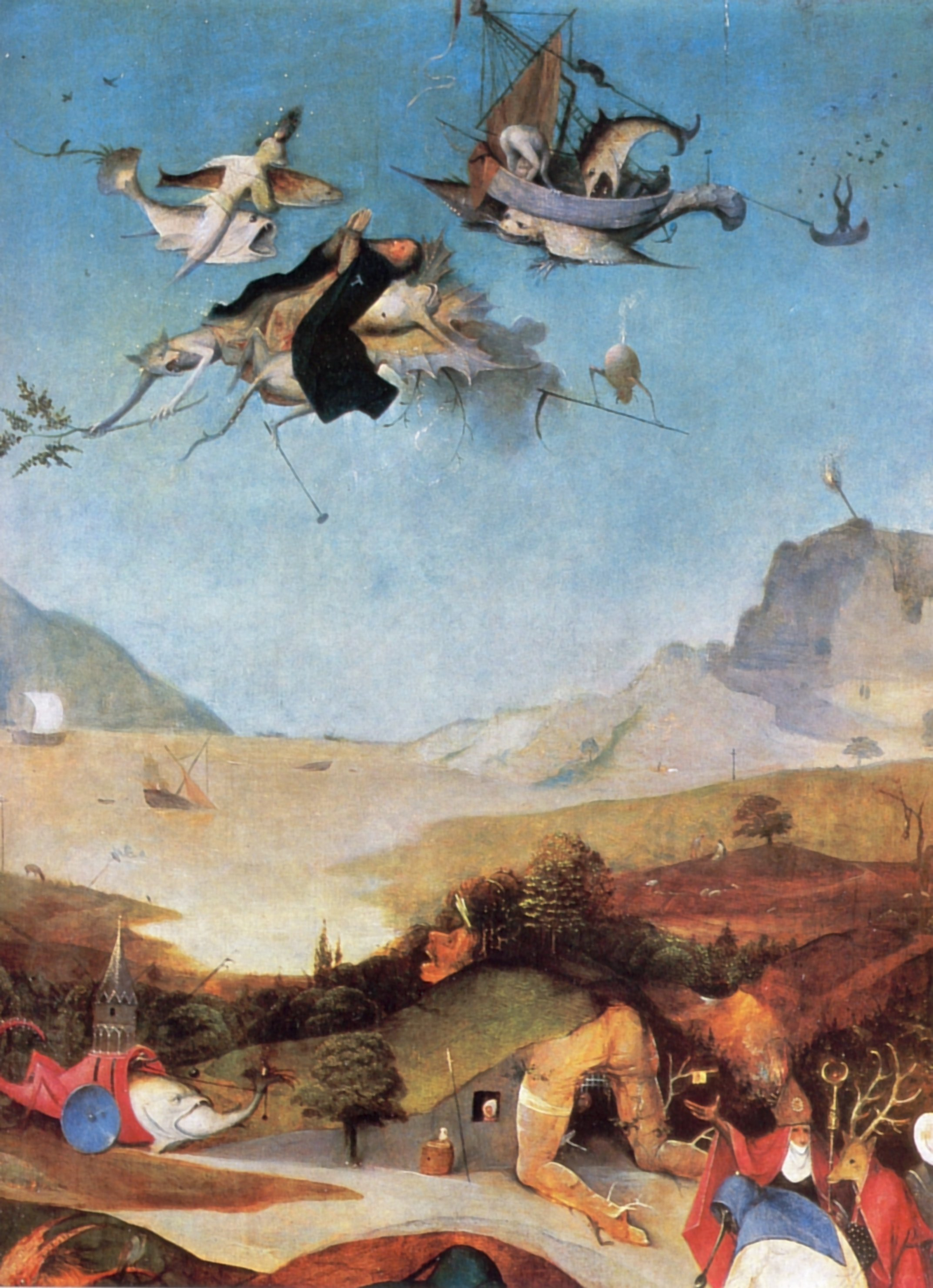
Trittico delle tentazioni, particolare del pannello sinistro con il volo di sant'Antonio e il monte con caverna a forma di gigante carponi

Nel pannello di destra è la Meditazione di sant'Antonio: in cielo le due figure che volano sopra un pesce, secondo la credenza, avevano ricevuto dal diavolo la facoltà di volare per raggiungere i sabba alle streghe; in primo piano una donna nuda, simbolo della lussuria, si affaccia da un tronco cavo attraverso una tenda scostata da un rospo, ed offre il suo corpo tentatore al santo, sulla destra, intento alla meditazione, che si rivolge allo spettatore con uno sguardo sconsolato. Vicino a lui un nano con un mantello rosso con girello e girandola è simbolo dell'incoscienza dell'umanità; in primo piano una tavola con il pane e la brocca di vino, ultima tentazione del santo, è sostenuta da demoni nudi.
Nello sfondo una città turrita, mulini a vento e un lago.

## Altre immagini

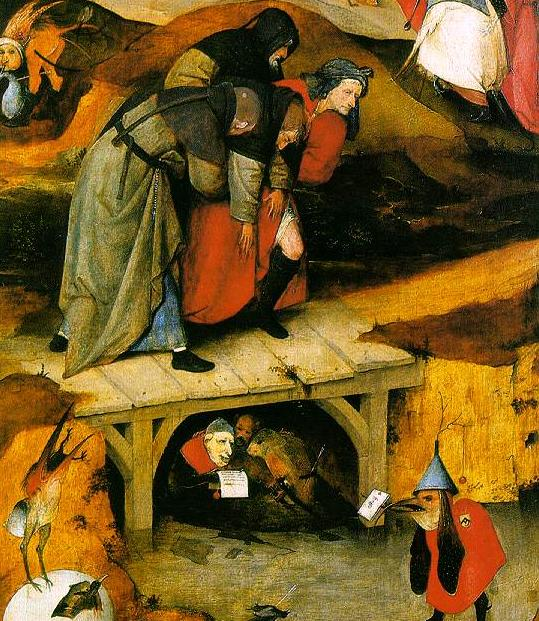
Dettaglio del pannello sinistro: Antonio esausto trascinato da tre figuri
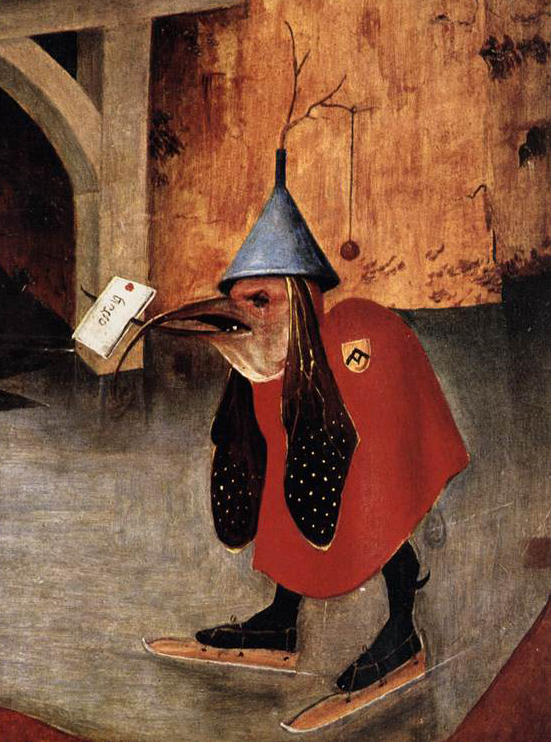
Dettaglio del pannello sinistro: un uccello gobbo che pattina sul ghiaccio e tiene nel becco una carta con sigillo.
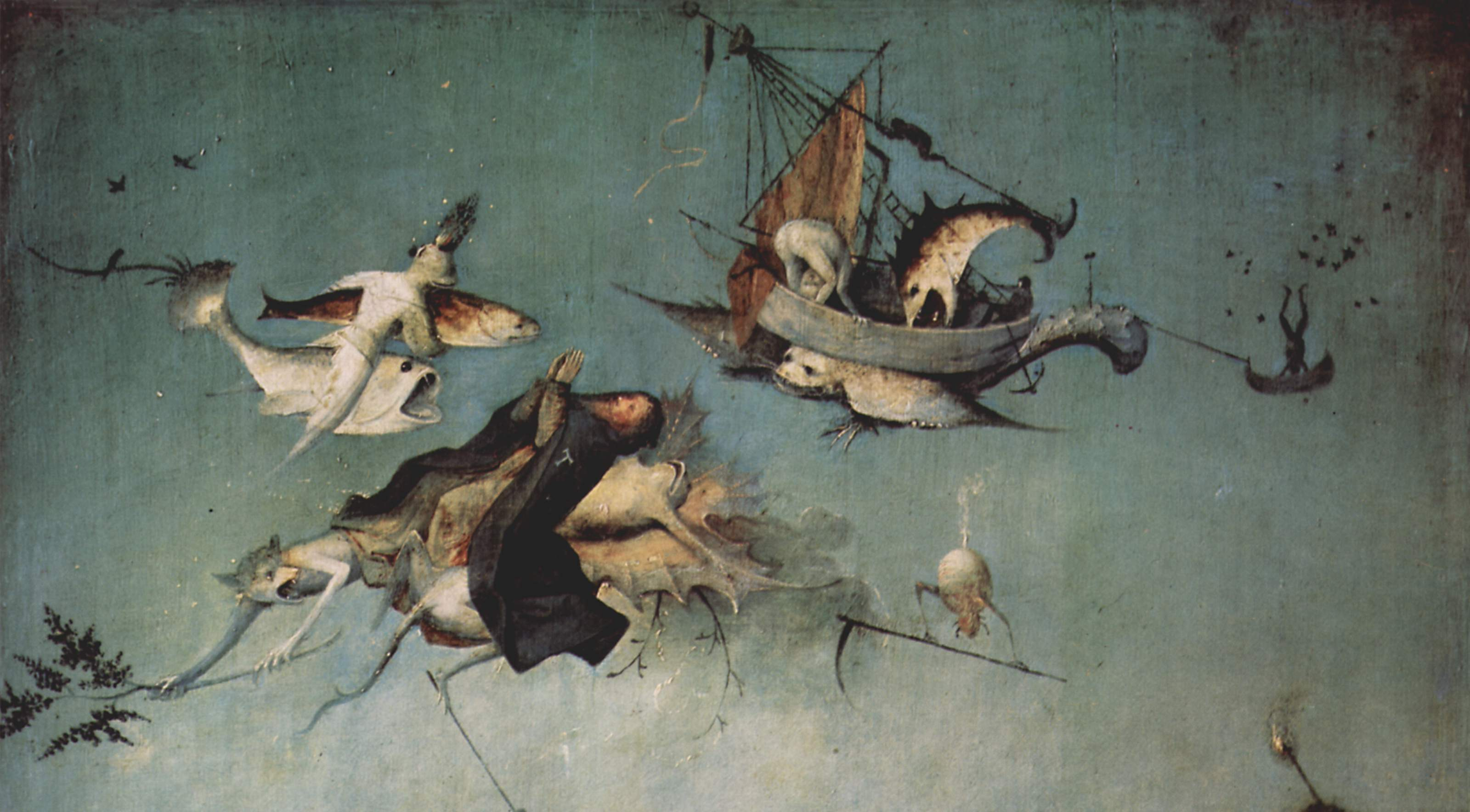
Dettaglio del pannello sinistro: Antonio trasportato in cielo dai demoni pisciformi.
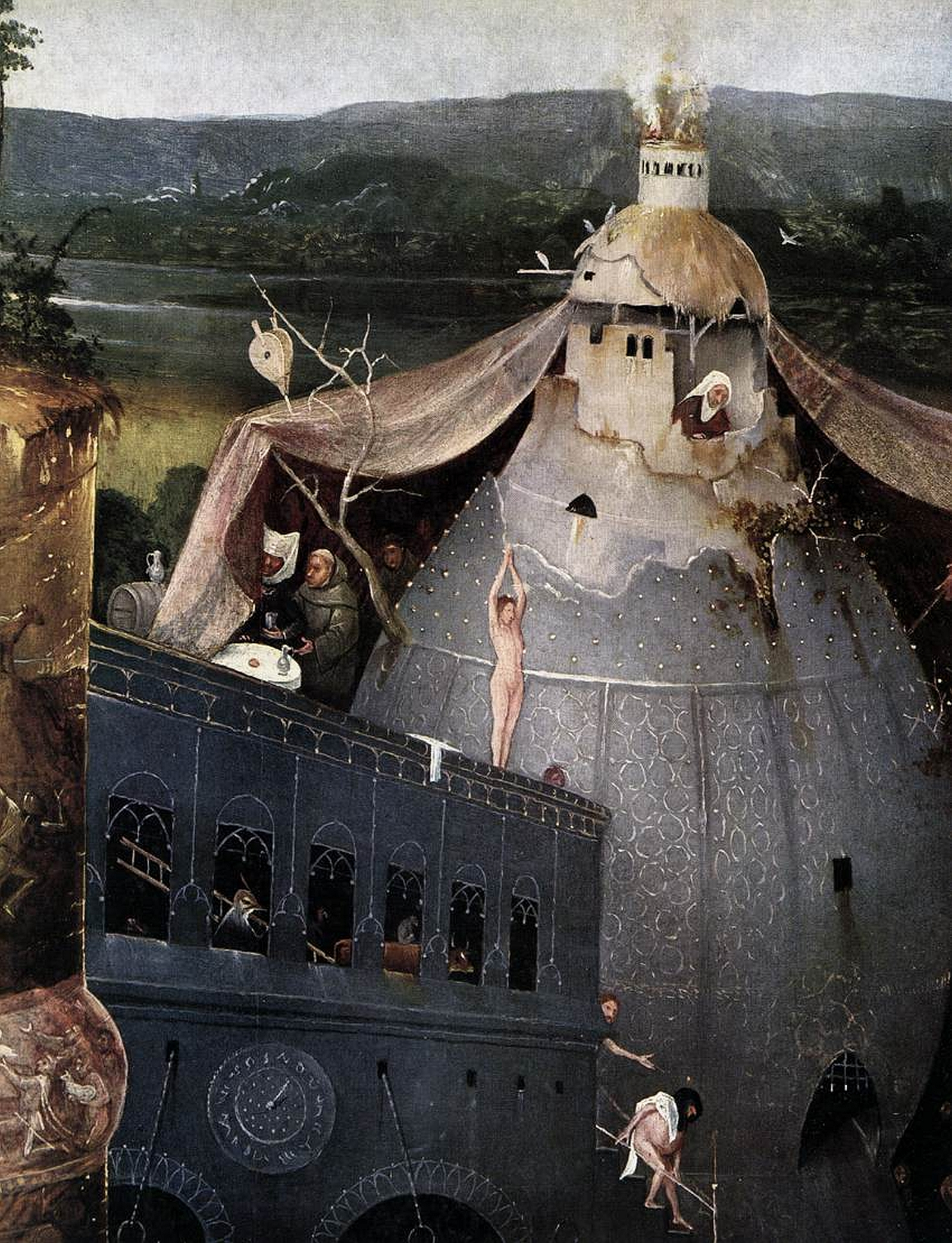
Dettaglio del pannello centrale: la città abitata dai peccatori
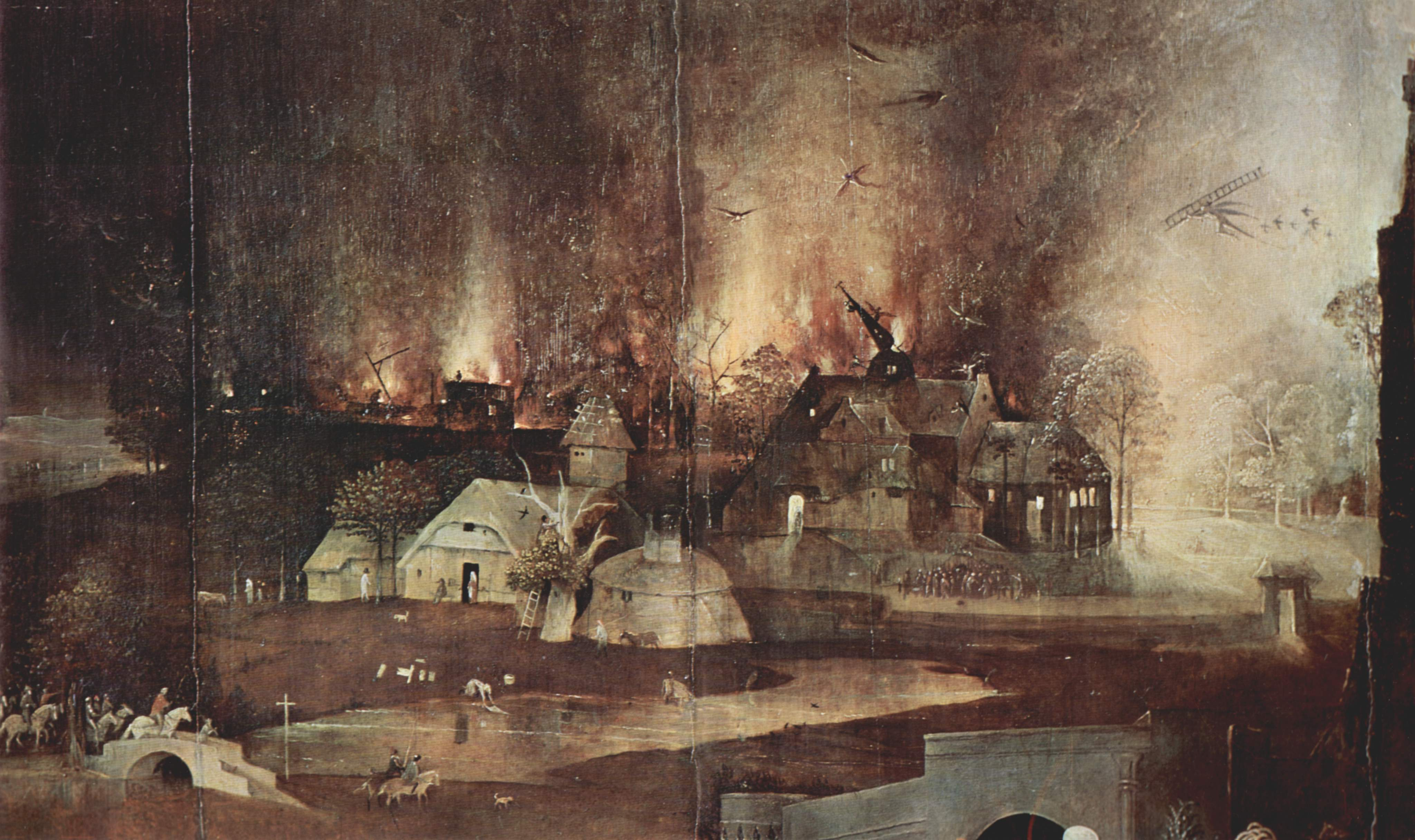
Dettaglio del pannello centrale: l'incendio.
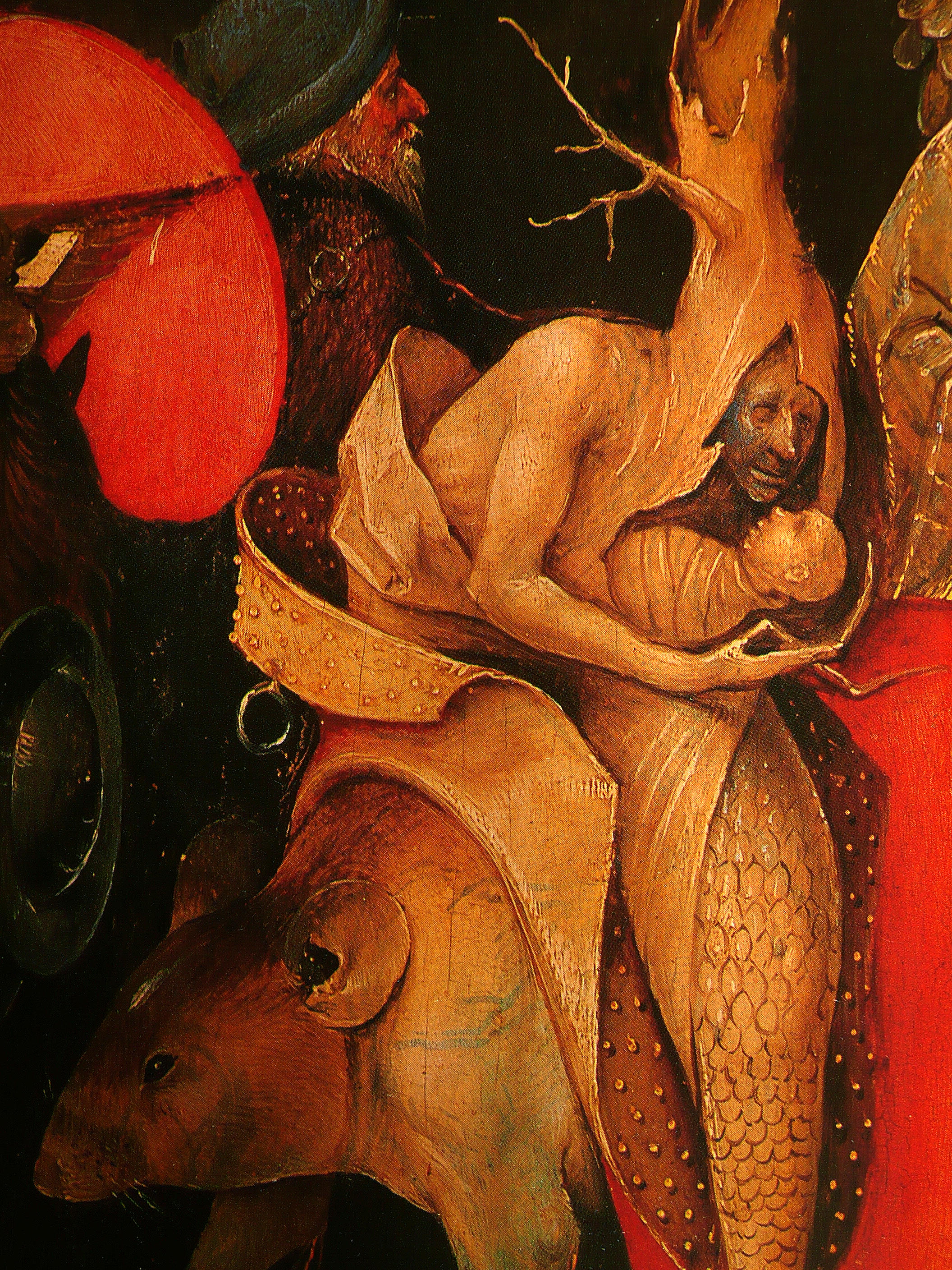
Dettaglio del pannello centrale: demoni.
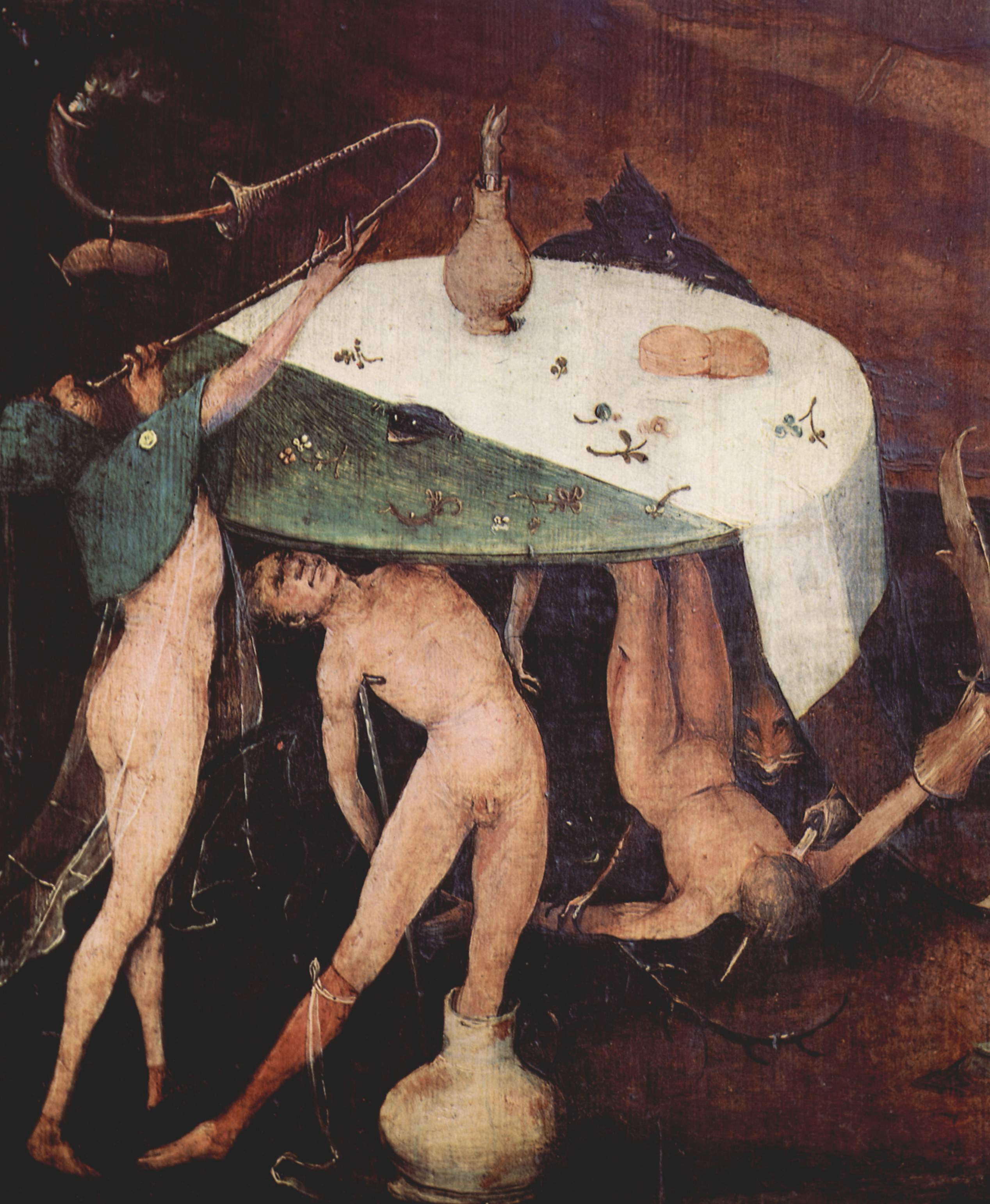
Dettaglio del pannello destro: tavolo dei lussuriosi.
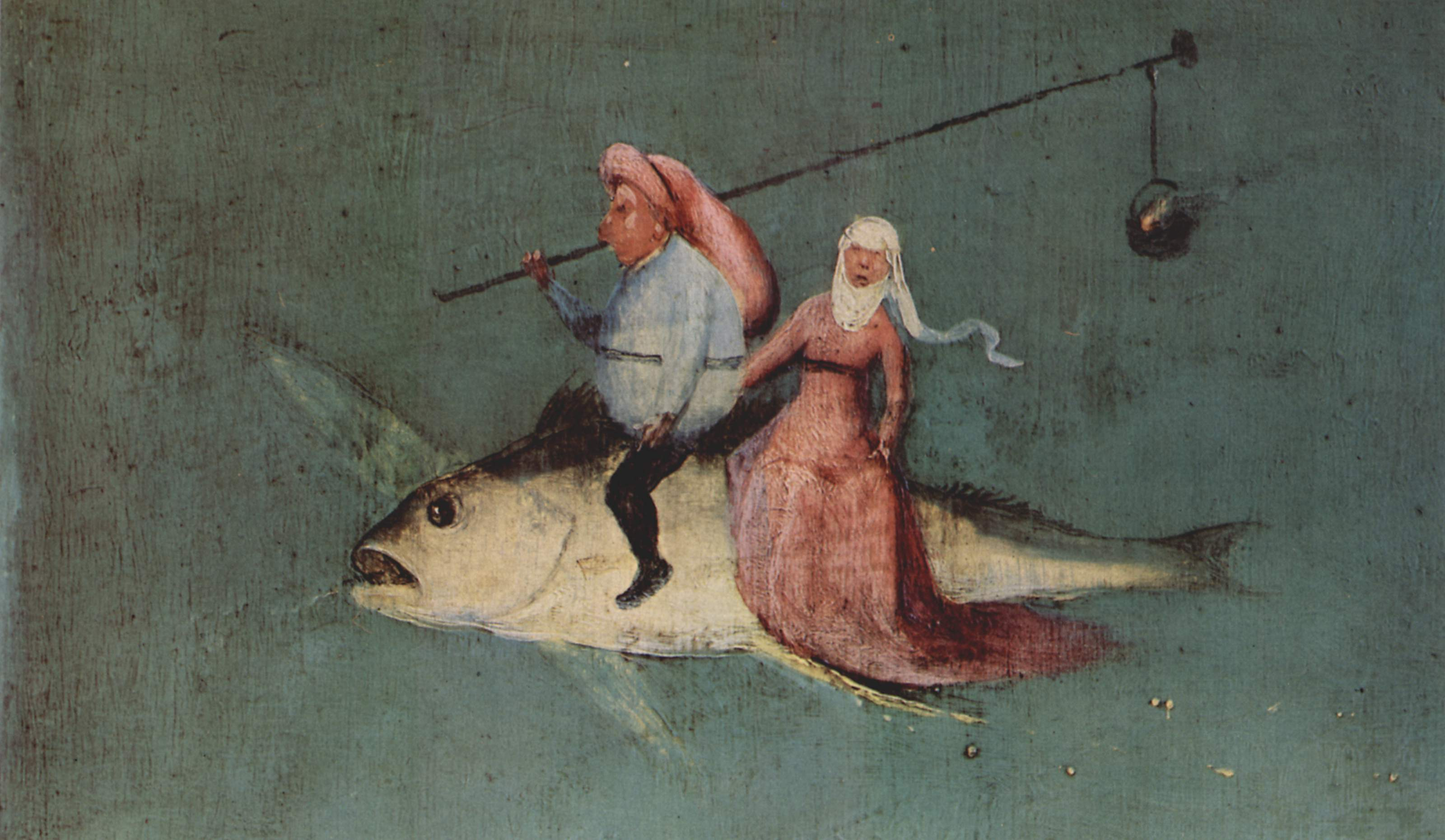
Dettaglio del pannello destro: pesce volante.